# آلفرد آیلامازیان
آلفرد کارلی آیلامازیان (ارمنی: Ալֆրեդ Կարլի Այլամազյան؛  زادهٔ ۸ اوت ۱۹۳۶ - درگذشته ۲۵ مهٔ ۲۰۰۳) دانشمند، سایبرنتیک اهل ارمنستان بود.

## زندگی‌نامه
وی در ۸ اوت ۱۹۳۶ به دنیا آمد و از آکادمی مهندسی نیروی هوایی ژوکوفسکی مسکو فارغ‌التحصیل گشت. همچنین برندهٔ جوایزی همچون روبان نشان پیش‌کسوت کار، روبان نشان پرچم سرخ کار، روبان نشان دوستی شده‌است. وی در ۲۵ مهٔ ۲۰۰۳ در سن ۶۶ سالگی درگذشت.

## یادداشت
1. ↑  Մոսկվայի ժուկովսկու անվան ռազմաօդային ճարտարագիտական ակադեմիա
2. ↑  Մոսկվայի ժուկովսկու անվան ռազմաօդային ճարտարագիտական ակադեմիա